# Phil Cavarretta
Phil Cavarretta (19. juli 1916 – 18. december 2010) var en amerikansk baseball-spiller, træner og manager, som tilbragte næsten hele sin karriere med Chicago Cubs. Han blev stemt i 1945 National League efter førende Cubs til vimpel – deres sidste, som i sæsonen 2008 – ved vinde batting titel med en, 355-gennemsnittet, stadig den højeste af en venstrehåndet Cubs hitter siden 1900. Hans 20 sæsoner med Cubs (1934-1953) er mest af en spiller, bortset fra det 19. århundrede star Cap Anson, og han sluttede sin karriere har spillet flere kampe for hold (1953), end en spiller, undtagen Anson. Han også forvaltes den Cubs i sine sidste tre sæsoner med klubben. Cavaretta er i øjeblikket den sidste levende spiller, der har spillet mod Babe Ruth i en større ligakamp, hvilket han gjorde d. 12. maj 1935 mod Boston Braves.